# Dicranomyia (Zelandoglochina) unijuga
Dicranomyia (Zelandoglochina) unijuga is een tweevleugelige uit de familie steltmuggen (Limoniidae). De soort komt voor in het Australaziatisch gebied.